# 1410 Margret
1410 Margret è un asteroide della fascia principale del diametro medio di circa 19,1 km. Scoperto nel 1937, presenta un'orbita caratterizzata da un semiasse maggiore pari a 3,0199819 au e da un'eccentricità di 0,1064690, inclinata di 10,35316° rispetto all'eclittica.
L'asteroide è dedicato a Margeret Braun, moglie di Heinrich Vogt, cui è stato dedicato anche 1411 Brauna.